# Xanthorhoe nigroalbata
Xanthorhoe nigroalbata är en fjärilsart som beskrevs av Heydemann 1926. Xanthorhoe nigroalbata ingår i släktet Xanthorhoe och familjen mätare. Inga underarter finns listade i Catalogue of Life.